# Vohilava (Mananjary)
Vohilava est une commune rurale de Madagascar, faisant partie du district de Mananjary et de la région Vatovavy.